# Liste von Dateinamenserweiterungen/K
In dieser Liste sind übliche Dateinamenserweiterungen aufgelistet, die in einigen Betriebssystemen zur Unterscheidung von Dateiformaten verwendet werden. In anderen Betriebssystemen erfolgt die Dateitypenidentifikation hauptsächlich über den Dateivorspann und bei E-Mail-Anhängen hat der MIME-Type eine größere Bedeutung als die Dateinamenserweiterung. Systeme, die nach den beiden letztgenannten Vorgehensweisen verfahren, ignorieren die Erweiterung meist vollständig. 
| Dateinamenserweiterung | MIME-Typ                             | Vollständiger Name                    | Bemerkungen, Verwendung                                                                          |
| ---------------------- | ------------------------------------ | ------------------------------------- | ------------------------------------------------------------------------------------------------ |
| .k                     |                                      | LS-Dyna Keyword file                  | LS-Dyna-Eingabedatei                                                                             |
| .k25                   |                                      | Kurzweil 2500                         | Kurzweil 2500-Sampledatei                                                                        |
| .k3b                   |                                      | K3b-Projekt                           | Speicherformat für K3b-Brennprojekte                                                             |
| .kaffeine              |                                      | –                                     | Wiedergabeliste für Kaffeine                                                                     |
| .kap                   |                                      | –                                     | Komprimiertes Kartenformat, von MapTech und NOAA benützt                                         |
| .kar                   | audio/midi, music/x-karaoke          | karaoke                               | MIDI-Datei mit zur Musik synchronisiertem Text                                                   |
| .kb                    |                                      | Keyboard script                       | Borland C++ 4.5                                                                                  |
| .kb                    |                                      | Program source code                   | Knowledge Pro                                                                                    |
| .kbd                   |                                      | Keyboard mapping script               | Procomm Plus, LocoScript, Signature                                                              |
| .kbm                   |                                      | Keyboard mapping script               | Reflection 4.0                                                                                   |
| .kc                    |                                      | –                                     | PowerCinema Linux                                                                                |
| .kcm                   |                                      | K-Cheat Modul                         | K-Cheat Modul File (Second Unit)                                                                 |
| .kcl                   |                                      | Kyoto Common Lisp                     | Lisp source code                                                                                 |
| .kdb                   | application/x-keepass                | Keepass Datenbank                     | KeePass Passwort-Manager                                                                         |
| .kdb                   |                                      | Keep-in-Mind-Datenbank                | Personal Information Manager                                                                     |
| .kdbx                  |                                      | Keepass Datenbank                     | KeePass Passwort-Manager                                                                         |
| .kdbx                  |                                      | Keep-in-Mind-Datenbank                | Personal Information Manager,                                                                    |
| .kdc                   |                                      | Kodak Digital Camera format           | Kodak Photo-Enhancer-Bilddatei                                                                   |
| .kdenlive              |                                      | -                                     | Kdenlive-Projekt                                                                                 |
| .kds                   |                                      | Kundendatenspeicher                   | Siemens HiPath Manager                                                                           |
| .kex                   |                                      | Makro                                 | KEDIT                                                                                            |
| .key                   |                                      | LS-Dyna Keyword file                  | LS-Dyna-Eingabedatei                                                                             |
| .key                   |                                      | Datafile                              | Forecast Pro                                                                                     |
| .key                   |                                      | Icon toolbar                          | DataCAD                                                                                          |
| .key                   |                                      | Security-Datei                        | Such as a software registration number                                                           |
| .key                   |                                      | Keynote                               | Apple Keynote (Bestandteil des Büropaketes IWork 06)                                             |
| .kfp                   |                                      | Acrobat Preflight Profil              | Dient zum Austausch von Profilen (Import und Export) für die Preflight-Funktion in Adobe Acrobat |
| .kfx                   |                                      | Image                                 | KoFax Group 4                                                                                    |
| .kgt                   |                                      | KGet                                  | KGet-Downloadliste                                                                               |
| .kicad_mod             |                                      | KiCad Footprintdatei (Platinenlayout) | KiCad                                                                                            |
| .kicad_pcb             |                                      | KiCad Boarddatei (Platinenlayout)     | KiCad                                                                                            |
| .kiz                   |                                      | Digital postcard                      | Kodak                                                                                            |
| .kkw                   |                                      | K-keywords                            | RoboHELP                                                                                         |
| .kml                   | application/vnd.google-earth.kml+xml | Map                                   | Keyhole Markup Language im xml Format                                                            |
| .kmp                   |                                      | KeyMaP                                | Korg TrinityKeyhole Markup Language                                                              |
| .kmz                   | application/vnd.google-earth.kmz     | Koordinaten                           | Google Earth (kml-Format gezippt)                                                                |
| .ko                    | application/x-object                 | Linux Kernel Object                   | Linux Kernelmodule, meist Treiber                                                                |
| .kob                   |                                      | Kobra                                 | Reuters Kobra                                                                                    |
| .kpp                   |                                      | Toolpad                               | SmartPad                                                                                         |
| .kps                   |                                      | Bitmap graphic                        | IBM KIPS                                                                                         |
| .kqp                   |                                      | Native Camera-Datei                   | Konica                                                                                           |
| .kr1                   |                                      | Sample                                | multi-floppy-Datei Kurzweil 2000                                                                 |
| .krz                   |                                      | Sample-Datei                          | Kurzweil 2000                                                                                    |
| .ksf                   |                                      | Sample-Datei                          | Korg Trinity                                                                                     |
| .ksp                   |                                      | KSpread                               | Tabellenkalkulation KSpread                                                                      |
| .kt                    |                                      |                                       | Programmquelltext in Kotlin                                                                      |
| .kwd                   |                                      | KWord                                 | Textverarbeitung KWord                                                                           |
| .kwl                   |                                      | KWallet-Datei                         | Datei zum Speichern von Zugangsdaten                                                             |
| .kyb                   |                                      | Keyboard mapping                      | FTP                                                                                              |
| .kye                   |                                      | Game data                             | Kye                                                                                              |
| .kys                   |                                      | Keyboard Shortcuts                    | –                                                                                                |